# Avenue K商場
Avenue K商場是一棟位在吉隆坡城中城的購物中心，面積為421,612平方公尺，整棟商場共有八層樓高。Avenue K為輕快鐵城中城站的共構大樓，其50樓高的高級住宅大樓曾是馬來西亞最高的住宅大樓，麗晶酒店（Regent Hotel）原本預計於2014年開幕，但因遭遇亞洲金融風暴後消費氣氛的低迷及商場早期無法吸引人流，使得該酒店大樓的興建工程無限制延後。

## 初期營運狀況
Avenue K商場，雖然位在陽光廣場對面，且於輕快鐵格拉那再也綫的城中城站的出口銜接，而該車站是格拉那再也綫人流量最高的車站之一。可是該商場於亞洲金融風暴期間開幕，且缺乏宣傳，因此人流量非常稀少，僅有在於輕快鐵站共構的地下樓層，可以勉強吸引附近的上班族在午休時間前來用餐。
在營運初期以高檔消費群體為目標，引入Gucci、 Salvatore Ferragamo等高端品牌、玩具反斗城（Toys "R" Us） 、富臨門阿一鮑魚、本地Metrojaya百貨公司等租戶，但不敵低落的消費氣氛，業者紛紛遷出，或將原單位改成物流倉庫。後來管理層改引入具有話題性的四季酒吧、夜店、藝廊、菲力斯第一(Fitness First)等業者，可是依舊無法吸引人潮。該商場位在黃金地段卻面臨人潮稀少的問題，因此不斷被市民嬉笑是風水問題，所以才沒辦法將人流吸引至商場範圍內，管理層為減少電費的耗資，而且商場大部分的電燈和手扶電梯關掉電源，內部漆黑的環境，更大大減低市民步入商場的意願。

## 翻新工程
在2012年至2013年間，Avenue K商場的管理層投入6千500萬令吉為商場內部開始進入大規模整修，以改善商場的照明和內部動線，為應付整修工程，商場停止營業。2013年10月，Avenue K商場重新營業，同時也更換沿用多年的商標，引進了快速時尚品牌如H&M、Cotton On、無印良品、Superdry在商場內開設馬來西亞規模最大的旗艦店，還有大創（Daiso）、G2000、大眾書局、Sephora及本土平價品牌如Kitschen、Nichii、F.O.S等以填補城中城商圈內缺乏的中低階層的品牌。
此外，看準馬來西亞消費者較為捨得花費在餐飲方面，重新開幕的Avenue K擴大了商場內餐飲業者的比例，引進目前較為流行的餐飲店家如：馬來西亞前首相马哈迪·莫哈末所投資的烘培坊——The Loaf、三味壽司（Sushi Zanmai）、美式漢堡業者——Johnny Rockets、The Library Coffee Bar、WondermamaX、Tokyo Pastry、EspressoLab等。在商場2樓開設提供非清真食品（Non-halal）的美食中心——Taste Enclave，引進本地知名傳統華人美食店家、日式拉麵業者等，以跟陽光廣場的美食中心作出客戶的區隔。
在商場重新營業後，陸續有知名租戶進駐商場，加上大量地宣傳，人流量也開始逐漸地回升。

## 图片集

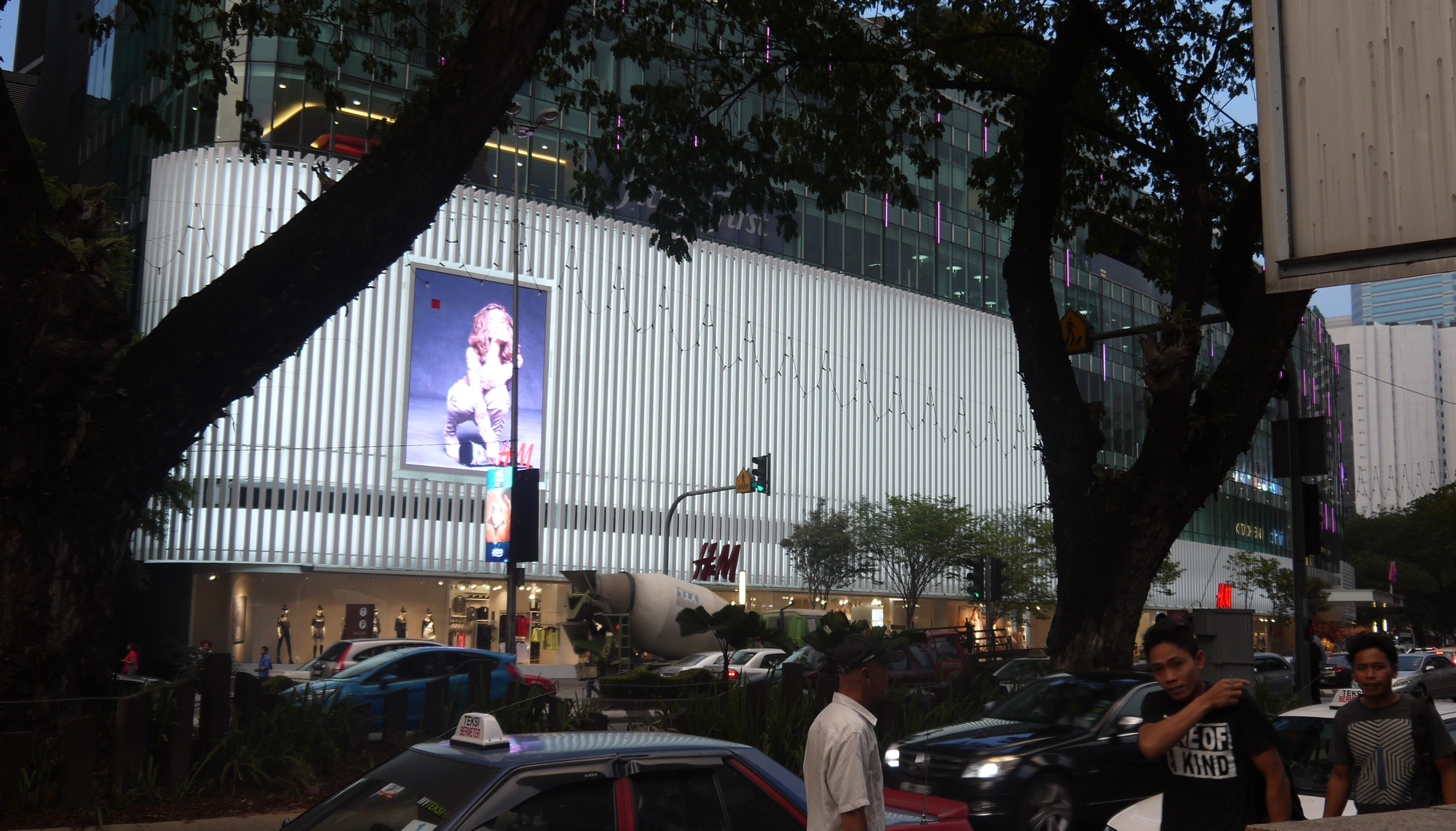
翻新後的Avenue K外觀
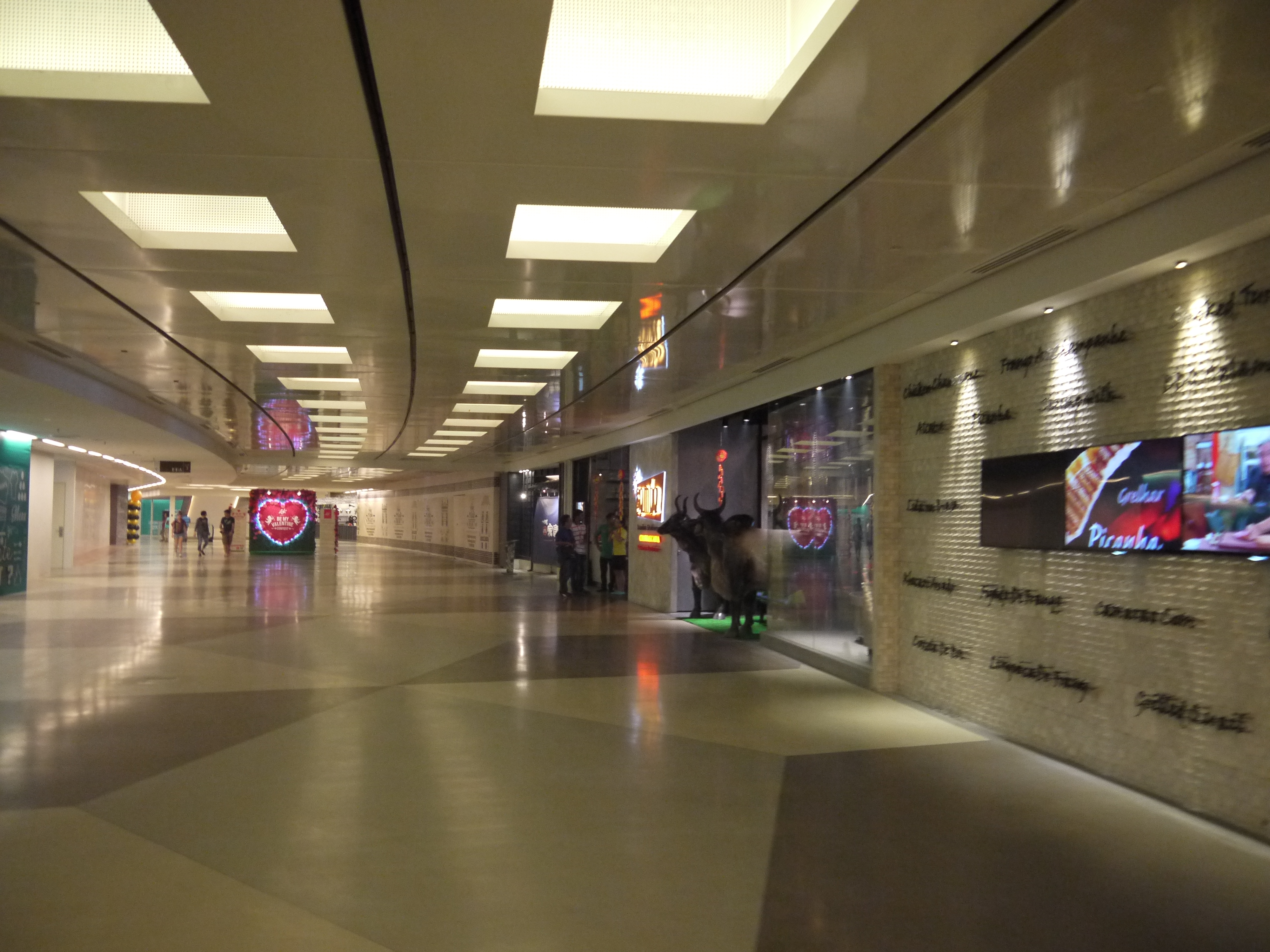
翻新後的Avenue K內觀
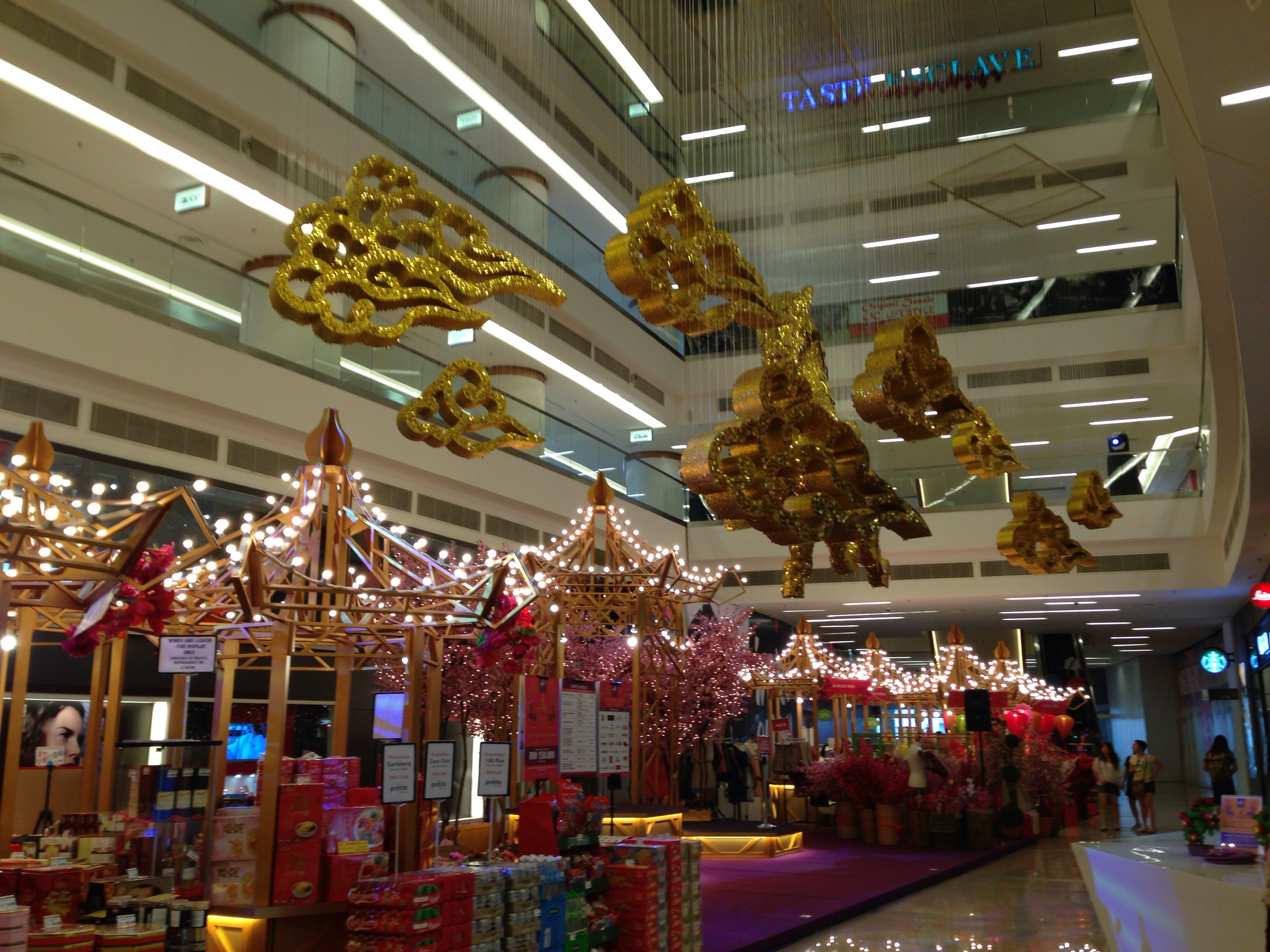
2014年Avenue K商場的農曆新年裝飾
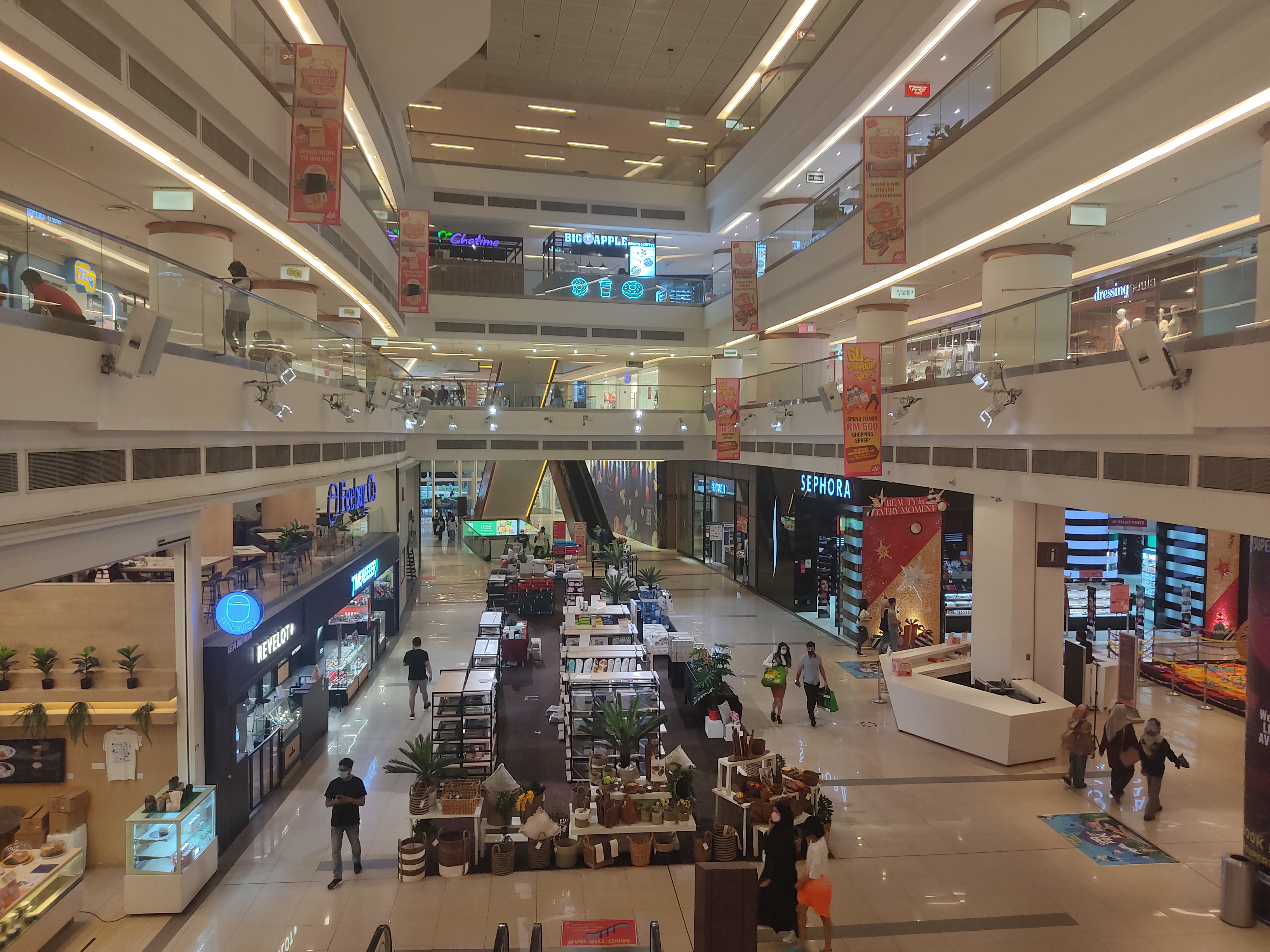
Avenue K的中庭部分
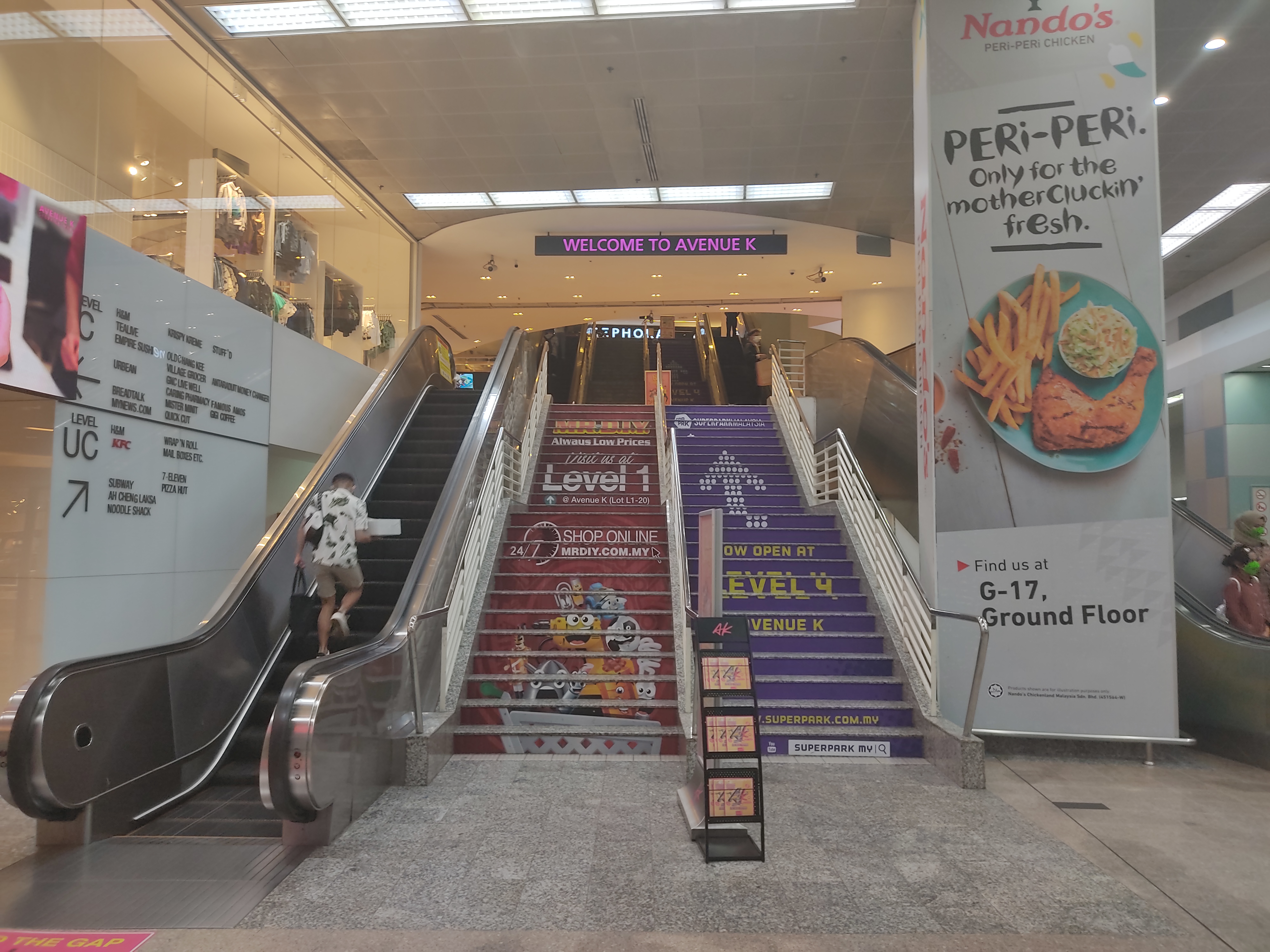
由轻快铁站通往Avenue K的出入口

## 外部連結
- Avenue K商場官方網站